# 严敦杰
严敦杰（1917年11月1日—1988年12月23日），字季勇，男，浙江嘉兴人，中国科学史家，中国数学史研究奠基人之一，曾任中国数学会理事，中国科学技术史学会副理事长。